# Flavacourt
Flavacourt est une commune française située dans le département de l'Oise, en région Hauts-de-France.

## Géographie

### Description

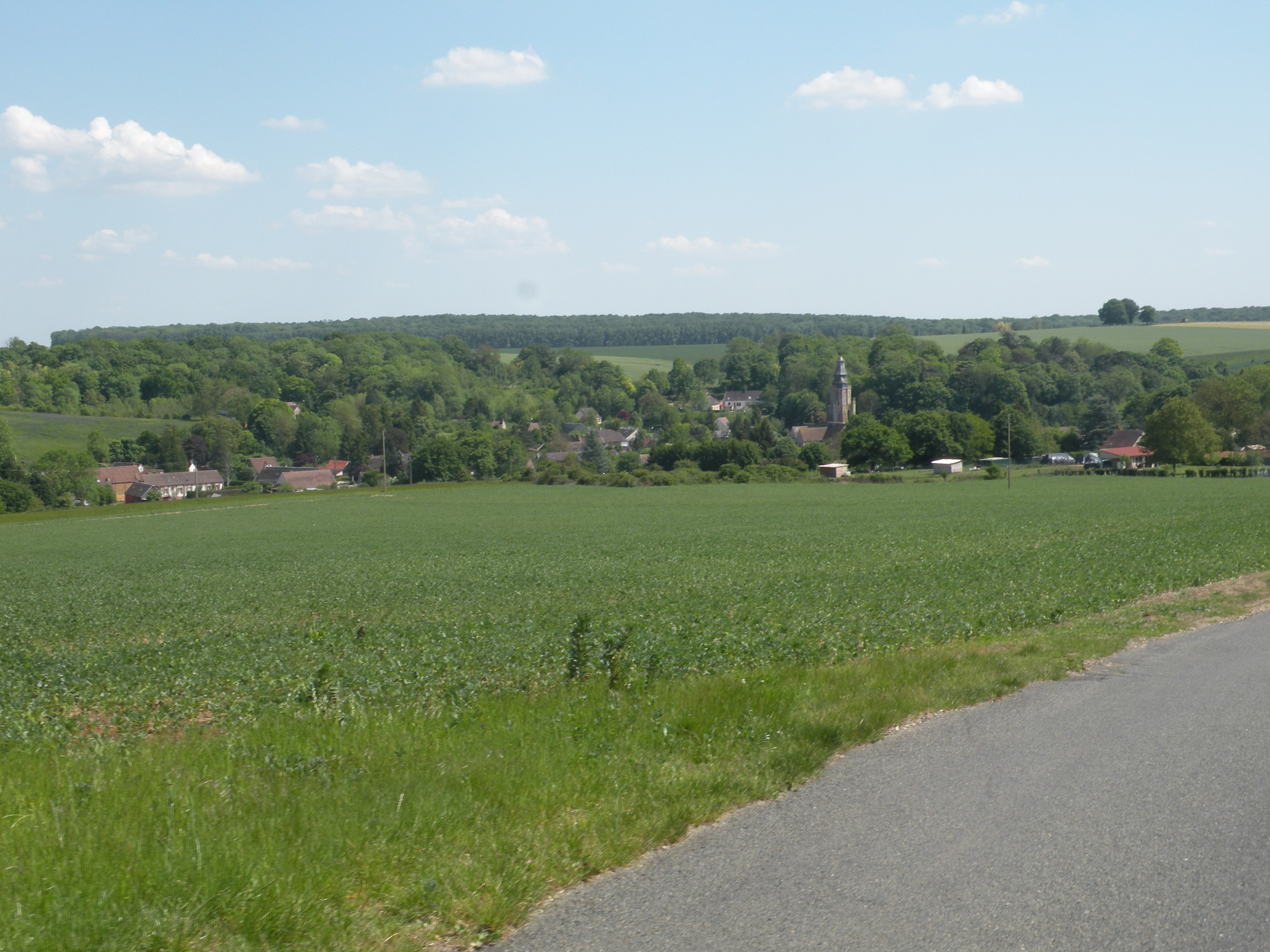
Vue sur la commune.

Flavacourt est une commune rurale située au fond d'un vallon sec très encaissé entre le Pays de Bray et le plateau du Pays de Thelle situé à 8 km au nord-est de Gisors, 21 km au nord-ouest de Beauvais, 21 km au nord de Magny-en-Vexin et à 54 km à l'est de Rouen. Son territoire, dépourvu d'eaux courantes, est occupé au nord par la Forêt de Thelle. Le sol descend progressivement vers la vallée de l'Epte.
Le village est desservi par la RD 22 Gisors - Marseille-en-Beauvaisis.
Le sentier de grande randonnée no 125a La Cressonnière Blancfossé Saint-Valery-sur-Somme passe par le village.

### Communes limitrophes
|                 | Le Coudray-Saint-Germer          | Lalandelle  |
| Sérifontaine    | Flavacourt                       | Le Vaumain  |
| Éragny-sur-Epte | Énencourt-Léage Villers-sur-Trie | Boutencourt |

### Hydrographie
La commune est située dans le bassin Seine-Normandie. Elle n'est drainée par aucun cours d'eau,.

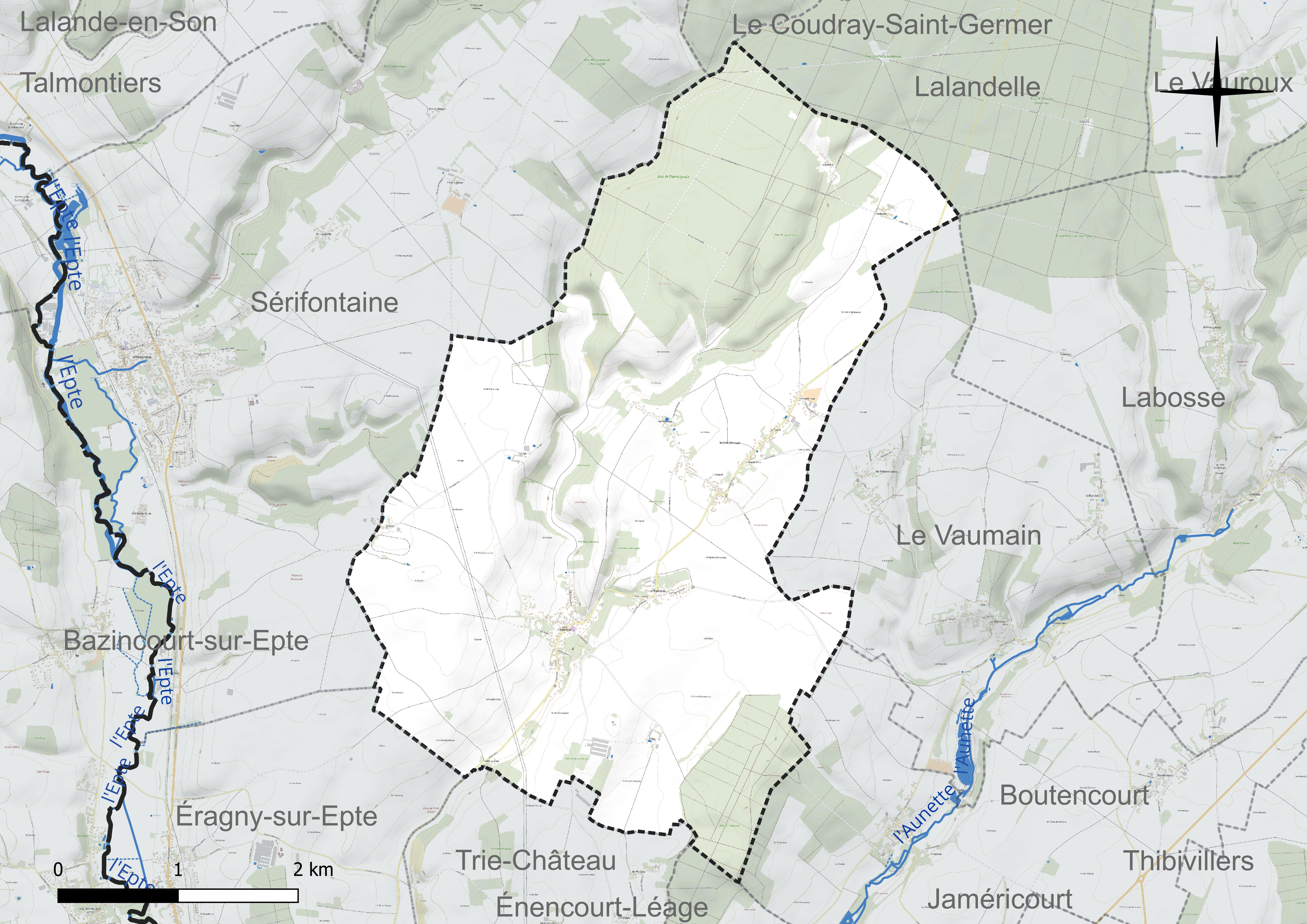
Réseau hydrographique de Flavacourt.

### Climat
Pour des articles plus généraux, voir Climat des Hauts-de-France et Climat de l'Oise.
En 2010, le climat de la commune est de type climat océanique dégradé des plaines du Centre et du Nord, selon une étude du CNRS s'appuyant sur une série de données couvrant la période 1971-2000. En 2020, Météo-France publie une typologie des climats de la France métropolitaine dans laquelle la commune est exposée à un climat océanique et est dans la région climatique Sud-ouest du bassin Parisien, caractérisée par une faible pluviométrie, notamment au printemps (120 à 150 mm) et un hiver froid (3,5 °C).
Pour la période 1971-2000, la température annuelle moyenne est de 10,5 °C, avec une amplitude thermique annuelle de 14,4 °C. Le cumul annuel moyen de précipitations est de 772 mm, avec 11,4 jours de précipitations en janvier et 8,2 jours en juillet. Pour la période 1991-2020, la température moyenne annuelle observée sur la station météorologique la plus proche, située sur la commune de Jaméricourt à 6 km à vol d'oiseau, est de 11,0 °C et le cumul annuel moyen de précipitations est de 695,7 mm,. Pour l'avenir, les paramètres climatiques de la commune estimés pour 2050 selon différents scénarios d'émission de gaz à effet de serre sont consultables sur un site dédié publié par Météo-France en novembre 2022.

## Urbanisme

### Typologie
Au 1er janvier 2024, Flavacourt est catégorisée commune rurale à habitat dispersé, selon la nouvelle grille communale de densité à sept niveaux définie par l'Insee en 2022.
Elle est située hors unité urbaine. Par ailleurs la commune fait partie de l'aire d'attraction de Paris, dont elle est une commune de la couronne,.

### Occupation des sols
L'occupation des sols de la commune, telle qu'elle ressort de la base de données européenne d'occupation biophysique des sols Corine Land Cover (CLC), est marquée par l'importance des territoires agricoles (70,4 % en 2018), en diminution par rapport à 1990 (72,2 %). La répartition détaillée en 2018 est la suivante : 
terres arables (63,2 %), forêts (25,7 %), zones urbanisées (3,8 %), zones agricoles hétérogènes (3,8 %), prairies (3,3 %). L'évolution de l'occupation des sols de la commune et de ses infrastructures peut être observée sur les différentes représentations cartographiques du territoire : la carte de Cassini (XVIIIe siècle), la carte d'état-major (1820-1866) et les cartes ou photos aériennes de l'IGN pour la période actuelle (1950 à aujourd'hui).

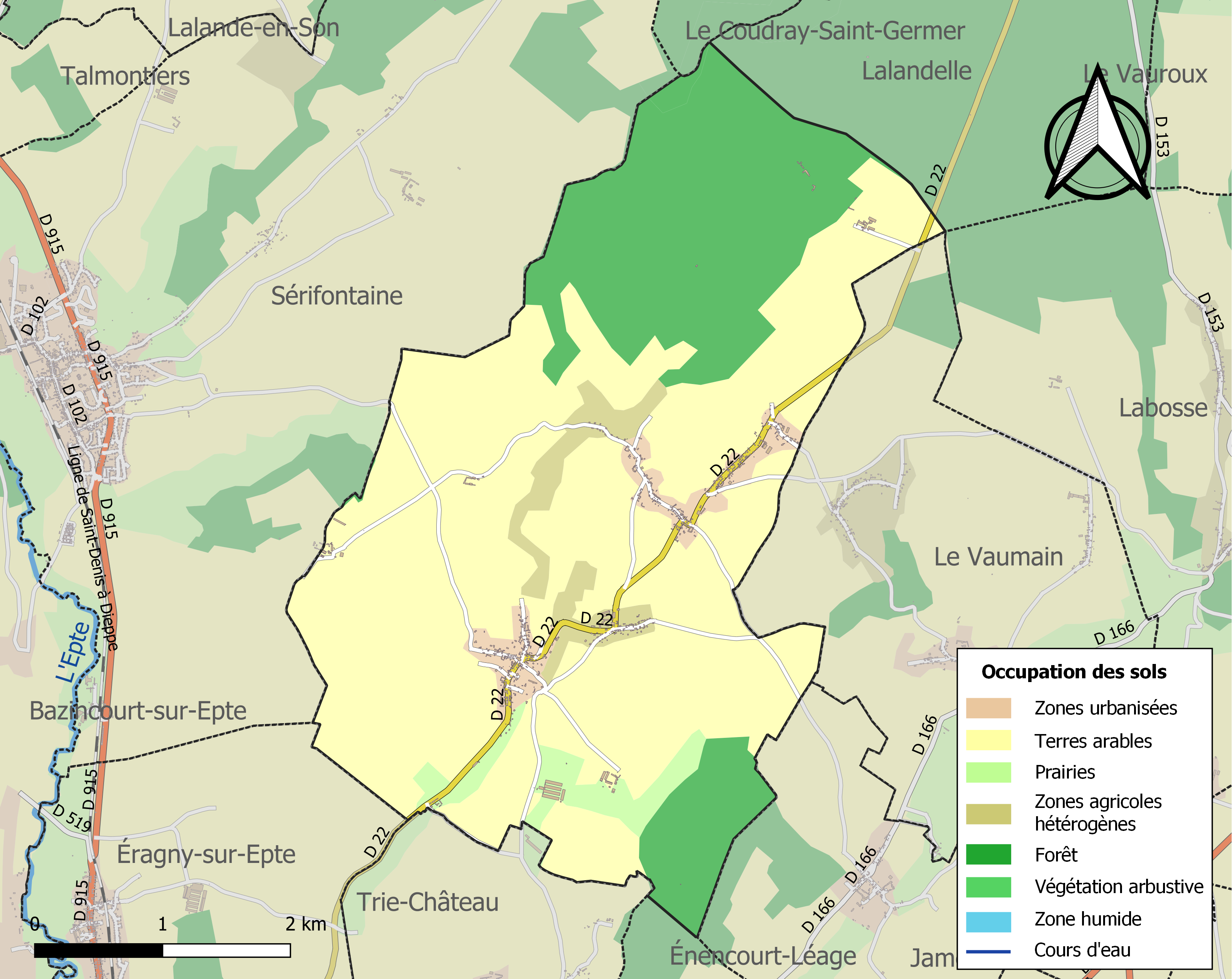
Carte des infrastructures et de l'occupation des sols de la commune en 2018 (CLC).

### Hameaux et écarts
Outre le chef-lieu, la commune compte plusieurs hameaux : La Tremblée, le Petit Lincourt, le Grand Lincourt et Saint-Sulpice.

### Habitat et logement
En 2019, le nombre total de logements dans la commune était de 352, alors qu'il était de 338 en 2014 et de 334 en 2009.
Parmi ces logements, 76 % étaient des résidences principales, 11,2 % des résidences secondaires et 12,9 % des logements vacants. Ces logements étaient pour 97,1 % d'entre eux des maisons individuelles et pour 2 % des appartements.
Le tableau ci-dessous présente la typologie des logements à Flavacourt en 2019 en comparaison avec celle de l'Oise et de la France entière. Une caractéristique marquante du parc de logements est ainsi une proportion de résidences secondaires et logements occasionnels (11,2 %) supérieure à celle du département (2,4 %) et à celle de la France entière (9,7 %). Concernant le statut d'occupation de ces logements, 88,3 % des habitants de la commune sont propriétaires de leur logement (85,2 % en 2014), contre 61,4 % pour l'Oise et 57,5 pour la France entière.
| Typologie                                               | Flavacourt | Oise | France entière |
| ------------------------------------------------------- | ---------- | ---- | -------------- |
| Résidences principales (en %)                           | 76         | 90,4 | 82,1           |
| Résidences secondaires et logements occasionnels (en %) | 11,2       | 2,4  | 9,7            |
| Logements vacants (en %)                                | 12,9       | 7,1  | 8,2            |

### Voies de communication et transports
La commune est desservie, en 2023, par les lignes 6105, 6136 et 6145 du réseau interurbain de l'Oise.

## Toponymie
Le nom de la localité est mentionné sous la forme Flavacuria en 1235, du nom latin Flava et cortem (domaine). On retrouve également les formes Flavarcour, Flavacurt (Flaparicurtis, Flavacuria, Flapacoriunt)

## Politique et administration

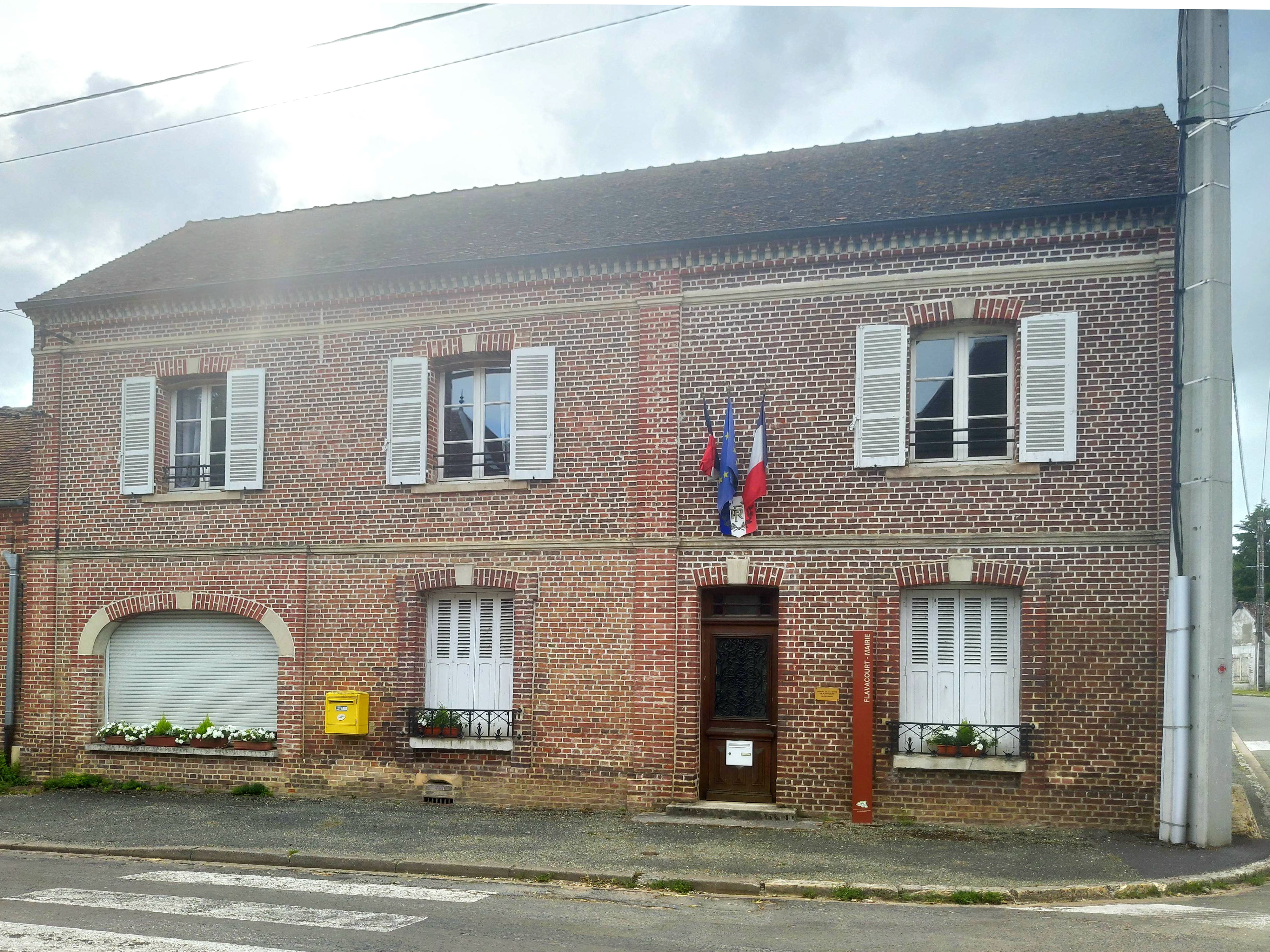
La mairie-annexe.

### Rattachements administratifs et électoraux

#### Rattachements administratifs
La commune se trouve dans l'arrondissement de Beauvais du département de la Seine-Maritime.
Instituée chef-lieu de canton en 1793, la commune faisait partie depuis 1801 du canton du Coudray-Saint-Germer. Dans le cadre du redécoupage cantonal de 2014 en France, cette circonscription administrative territoriale a disparu, et le canton n'est plus qu'une circonscription électorale.

#### Rattachements électoraux
Pour les élections départementales, la commune fait partie depuis 2014 du canton de Beauvais-2
Pour l'élection des députés, elle fait partie de la deuxième circonscription de l'Oise.

### Intercommunalité
Flavacourt était membre de la communauté de communes du Pays de Bray, un établissement public de coopération intercommunale (EPCI) à fiscalité propre créé en 2001 et auquel la commune avait transféré un certain nombre de ses compétences, dans les conditions déterminées par le code général des collectivités territoriales.
Dans le cadre des dispositions de la loi portant nouvelle organisation territoriale de la République du 7 août 2015, qui prévoit que les établissements publics de coopération intercommunale (EPCI) à fiscalité propre doivent avoir un minimum de 15 000 habitants, cette intercommunalité a fusionné avec sa voisine pour former, le 1er janvier 2017, la communauté de communes du Haut Pays du Montreuillois dont est désormais membre la commune.

### Liste des maires
| Période                                  | Période                         | Identité               | Étiquette | Qualité                                             |
| ---------------------------------------- | ------------------------------- | ---------------------- | --------- | --------------------------------------------------- |
| Les données manquantes sont à compléter. |                                 |                        |           |                                                     |
| mars 1790                                | décembre 1792                   | Louis-Honoré Duval     |           |                                                     |
| décembre 1792                            |                                 | Thomas Petit           |           |                                                     |
| An III                                   |                                 | Jean-Baptiste Potiquet |           | Agent municipal                                     |
|                                          |                                 | Barnabé Potiquet       |           | Agent municipal                                     |
|                                          | An VIII                         | Louis Bonhomme         |           | Agent municipal                                     |
| An VIII                                  | 1813                            | Louis-Honoré Duval     |           |                                                     |
| 1813                                     | 1831                            | Jean-Baptiste Baclé    |           |                                                     |
| 1831                                     | 1848                            | Auguste Potiquet       |           |                                                     |
| 1848                                     | 1850                            | François Bonhomme      |           |                                                     |
| 1850                                     | 1871                            | Théodule Bigny         |           |                                                     |
| 1871                                     |                                 | M. Pontet              |           |                                                     |
| Les données manquantes sont à compléter. |                                 |                        |           |                                                     |
| 1923                                     | 1924                            | Auguste, Désiré Baclé  |           | Cultivateur                                         |
| 1951                                     | 1959                            | Jacques Baclé          |           | Cultivateur                                         |
| 1959                                     | 1971                            | André Compiègne        |           |                                                     |
| 1971                                     | 1995                            | Marc Foubert           | DVD       | Agriculteur                                         |
| Les données manquantes sont à compléter. |                                 |                        |           |                                                     |
| mars 2001                                | 2014                            | Jacques Jezequel       |           |                                                     |
| 2014                                     | En cours (au 13 septembre 2022) | Xavier Hue             |           | Agriculteur retraité Réélu pour le mandat 2020-2026 |

## Équipements et services publics

### Enseignement
Les enfants de la commune sont scolarisés dans le cadre d'un regroupement pédagogique concentré qui réunit Flavacourt-Labosse-Le Vaumain. Son siège est dans l'école de Flavacourt, qui a été étendue en 2016 sur les plans de l'architecte Loïc Patin :  Deux classes ont été créées dans l'ancienne école rénovée, deux classes ont été construites construites ainsi qu'un dortoir, un préau et une cinquième classe a vu le jour dans le préau existant. Les enfants sont également accueillis dans le cadre du périscolaire
À la rentrée 2016, l'établissement accueillait 129 élèves, dont 45 maternelles.
L'ancienne école a été restructurée et est devenue une salle de cinéma gérée par l'association « Qui Café Quoi »,

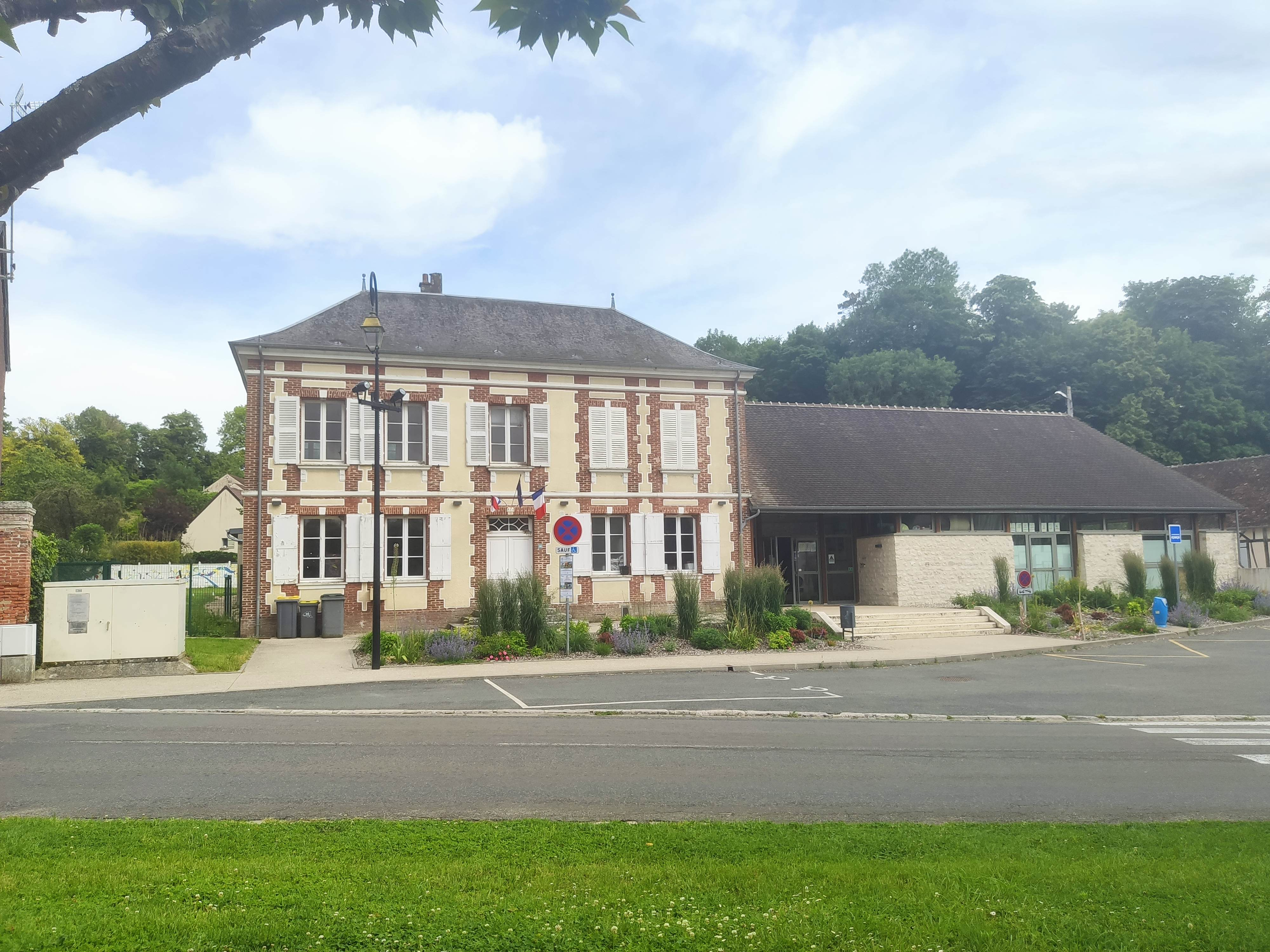
Les écoles : bâtiment ancien et son extension de 2016.

## Population et société

### Démographie

#### Évolution démographique
L'évolution du nombre d'habitants est connue à travers les recensements de la population effectués dans la commune depuis 1793. Pour les communes de moins de 10 000 habitants, une enquête de recensement portant sur toute la population est réalisée tous les cinq ans, les populations de référence des années intermédiaires étant quant à elles estimées par interpolation ou extrapolation. Pour la commune, le premier recensement exhaustif entrant dans le cadre du nouveau dispositif a été réalisé en 2007.

En 2022, la commune comptait 677 habitants, en évolution de +2,11 % par rapport à 2016 (Oise : +0,87 %, France hors Mayotte : +2,11 %).
| 1793 | 1800 | 1806 | 1821 | 1831 | 1836 | 1841 | 1846 | 1851 |
| ---- | ---- | ---- | ---- | ---- | ---- | ---- | ---- | ---- |
| 813  | 845  | 958  | 930  | 970  | 962  | 953  | 953  | 941  |

| 1856 | 1861 | 1866 | 1872 | 1876 | 1881 | 1886 | 1891 | 1896 |
| ---- | ---- | ---- | ---- | ---- | ---- | ---- | ---- | ---- |
| 902  | 904  | 850  | 772  | 720  | 736  | 696  | 645  | 643  |

| 1901 | 1906 | 1911 | 1921 | 1926 | 1931 | 1936 | 1946 | 1954 |
| ---- | ---- | ---- | ---- | ---- | ---- | ---- | ---- | ---- |
| 648  | 610  | 565  | 502  | 532  | 553  | 552  | 508  | 530  |

| 1962 | 1968 | 1975 | 1982 | 1990 | 1999 | 2006 | 2007 | 2012 |
| ---- | ---- | ---- | ---- | ---- | ---- | ---- | ---- | ---- |
| 439  | 393  | 368  | 435  | 572  | 699  | 708  | 709  | 681  |

| 2017 | 2022 | - | - | - | - | - | - | - |
| ---- | ---- | - | - | - | - | - | - | - |
| 659  | 677  | - | - | - | - | - | - | - |

#### Pyramide des âges
La population de la commune est relativement jeune.
En 2018, le taux de personnes d'un âge inférieur à 30 ans s'élève à 32,8 %, soit en dessous de la moyenne départementale (37,3 %). À l'inverse, le taux de personnes d'âge supérieur à 60 ans est de 22,9 % la même année, alors qu'il est de 22,8 % au niveau départemental.
En 2018, la commune comptait 334 hommes pour 328 femmes, soit un taux de 50,45 % d'hommes, légèrement supérieur au taux départemental (48,89 %).
Les pyramides des âges de la commune et du département s'établissent comme suit.
| Hommes | Classe d’âge | Femmes |
| ------ | ------------ | ------ |
| 0,3    | 90 ou +      | 2,2    |
| 3,3    | 75-89 ans    | 3,4    |
| 18,4   | 60-74 ans    | 18,2   |
| 28,0   | 45-59 ans    | 29,8   |
| 14,4   | 30-44 ans    | 16,5   |
| 20,7   | 15-29 ans    | 12,9   |
| 14,9   | 0-14 ans     | 17,1   |

| Hommes | Classe d’âge | Femmes |
| ------ | ------------ | ------ |
| 0,5    | 90 ou +      | 1,4    |
| 5,5    | 75-89 ans    | 7,6    |
| 15,6   | 60-74 ans    | 16,3   |
| 20,8   | 45-59 ans    | 20     |
| 19,4   | 30-44 ans    | 19,4   |
| 17,6   | 15-29 ans    | 16,2   |
| 20,6   | 0-14 ans     | 19,1   |

## Économie
L'activité principale de la commune est agricole.
La commune organise, en association avec celles de Labosse, La Landelle et Le Vaumain un marché de producteurs locaux une fois par mois sous le hangar de l'Oisellerie, au hameau de Lincourt,

## Culture locale et patrimoine

### Lieux et monuments
- L'église Saint-Clair, en silex avec chaînages de brique, est un édifice très complexe et remanié à de nombreuses reprises. Son clocher, en briques et pierre de la fin du gothique, surplombe le village et est remarquable : il est de  style gothique flamboyant dont le dernier étage est de plan octogonal, surmonté d'un lanternon en charpente du XVIIe siècle et est considéré comme l'un des plus beaux de la région. L'ensemble est classée monument historique en 1931[28]

La nef et le  chœur de deux travées à chevet plat date des années 1200, et ont été englobés dans des modifications et extensions successives. En particulier, deux chapelles sont ajoutées par Guillaume de Flavacourt, archevêque de Rouen entre 1278 et 1306 et le chœur sera prolongé vers l'est par une chapelle funéraire reprise au XVIe siècle. En 1333 est construite au sud-est la chapelle Saint Jean-Baptiste, fondation d'Ancel de Chantemelle, chambellan de Charles IV le Bel, avec une charpente en carène décorée d'une exceptionnelle peinture de 36 anges musiciens — qui jouent chacun d'un instrument différent —  de la même époque, mais malheureusement très estompée. Cette chapelle est aujourd'hui l'ancienne sacristie de l'église.
En 1479, l'église est réparée et dédiée par Robert Clément, évêque in partibus d'Hippone.
Au XVIe siècle est construit un transept à l'ouest du chœur, incorporant les chapelles de de Guillaume II avec une travée prolongeant vers l'ouest le croisillon nord. Les voûtes d'ogives ne couvrent que le transept proprement dit, dont le croisillon sud sert d'assise au clocher.
Une poutre de gloire du XVe siècle et plusieurs statues du XIVe siècle (saint Clair, saint Jean-Baptiste), du XVe siècle (deux moines) et XVIe siècle (saint Christophe) ornent l'église, dotée d'une riche décoration.

L'église Saint-Clair
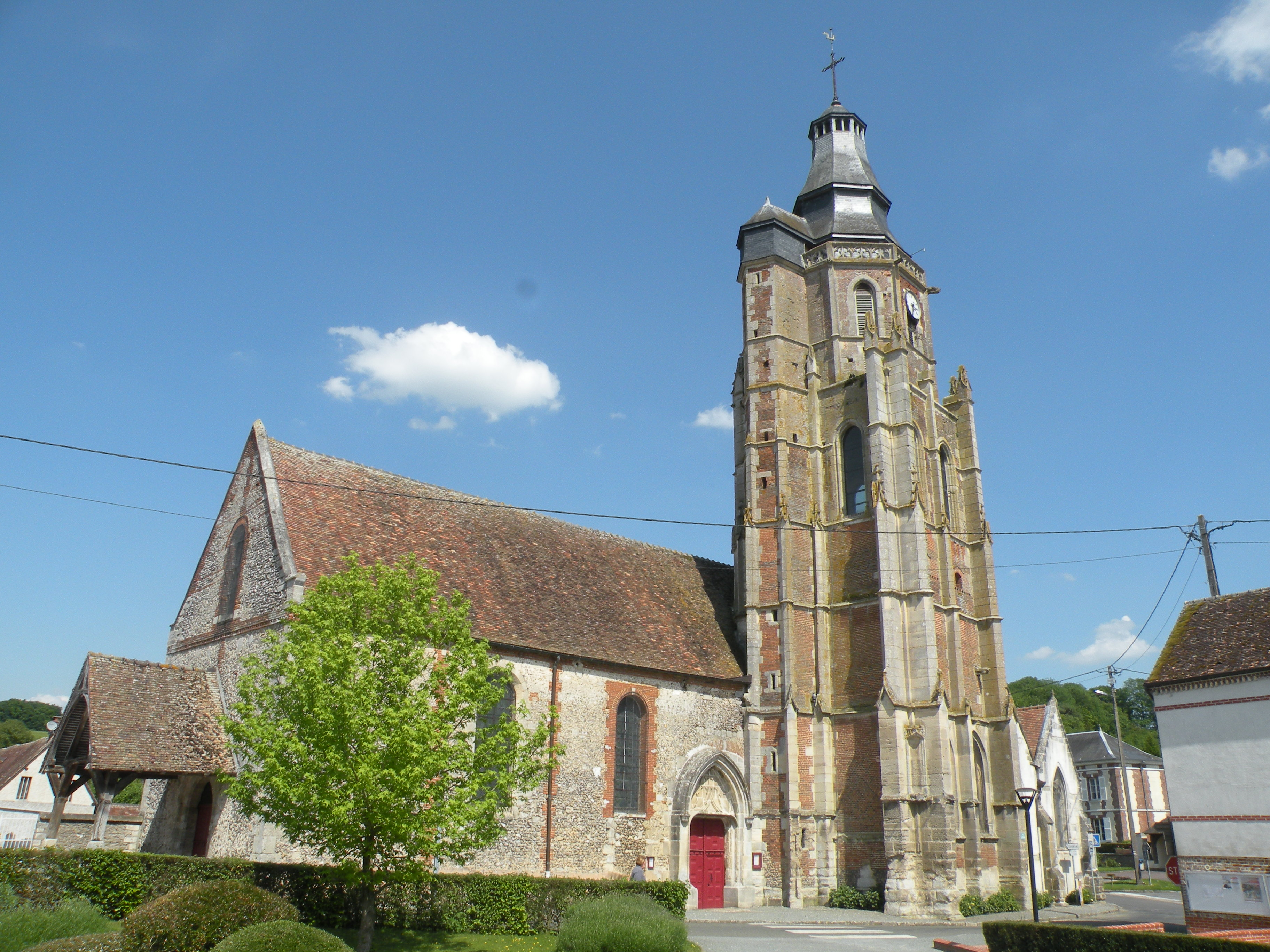
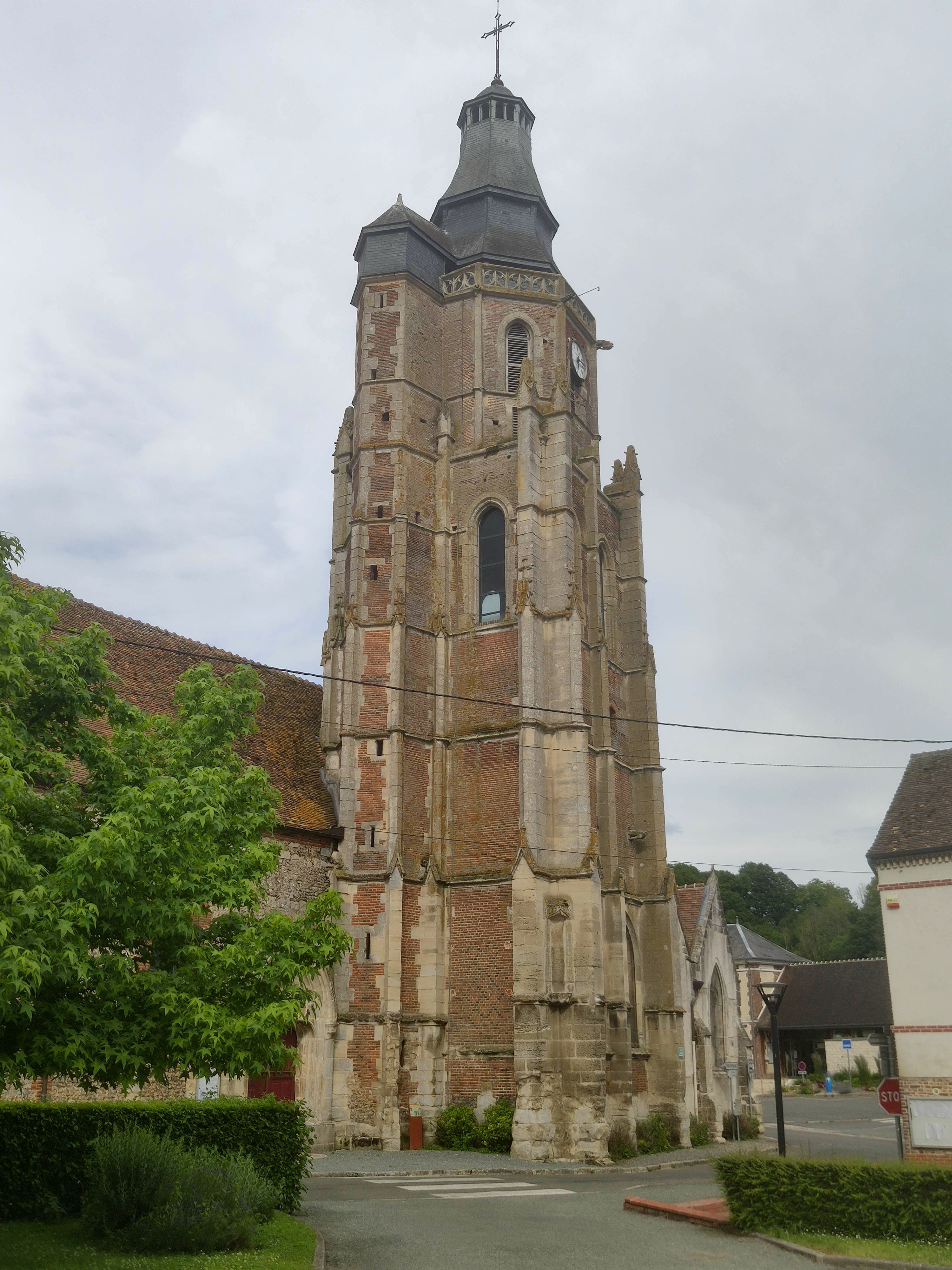
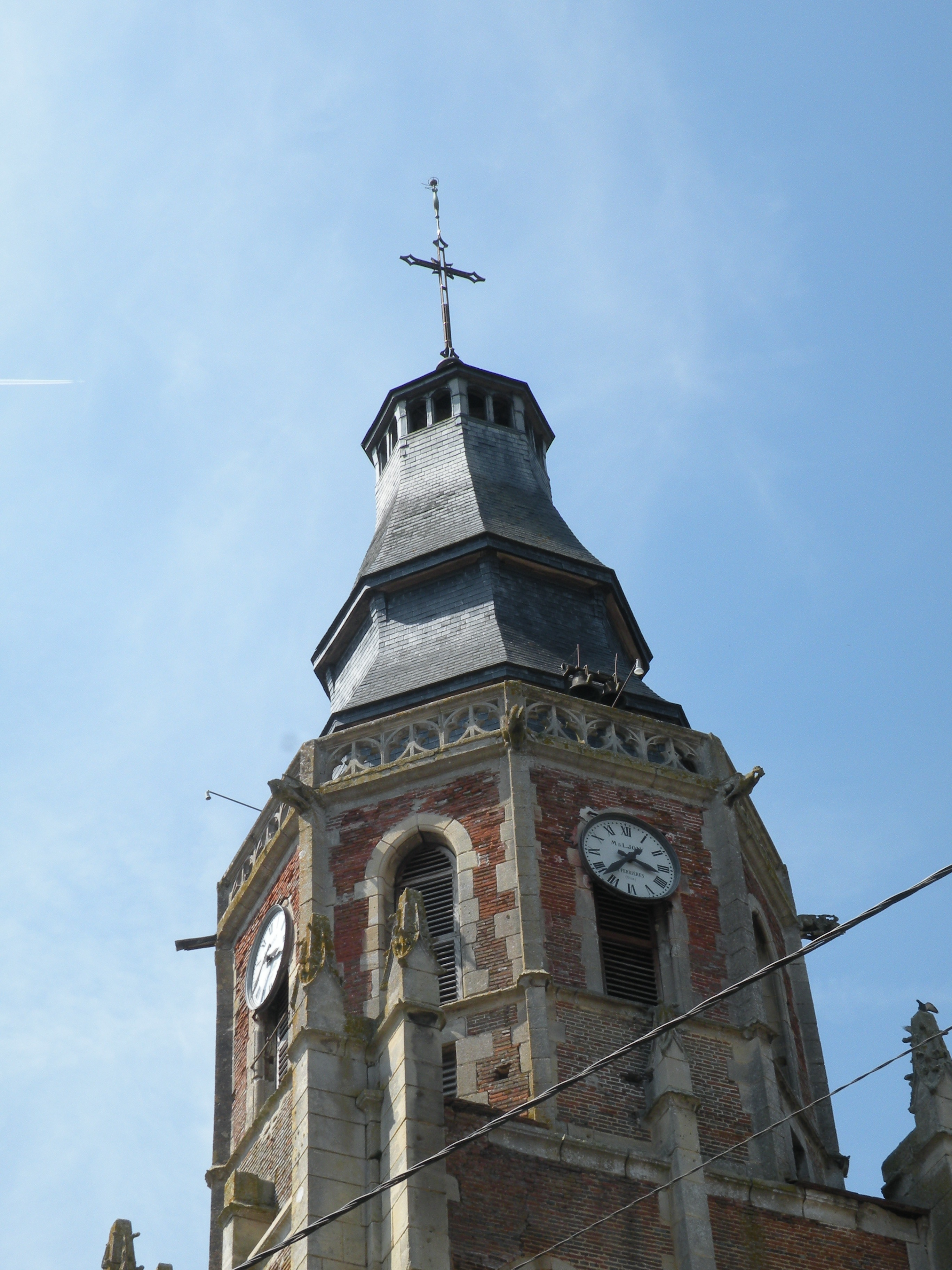
Sommet du clocher
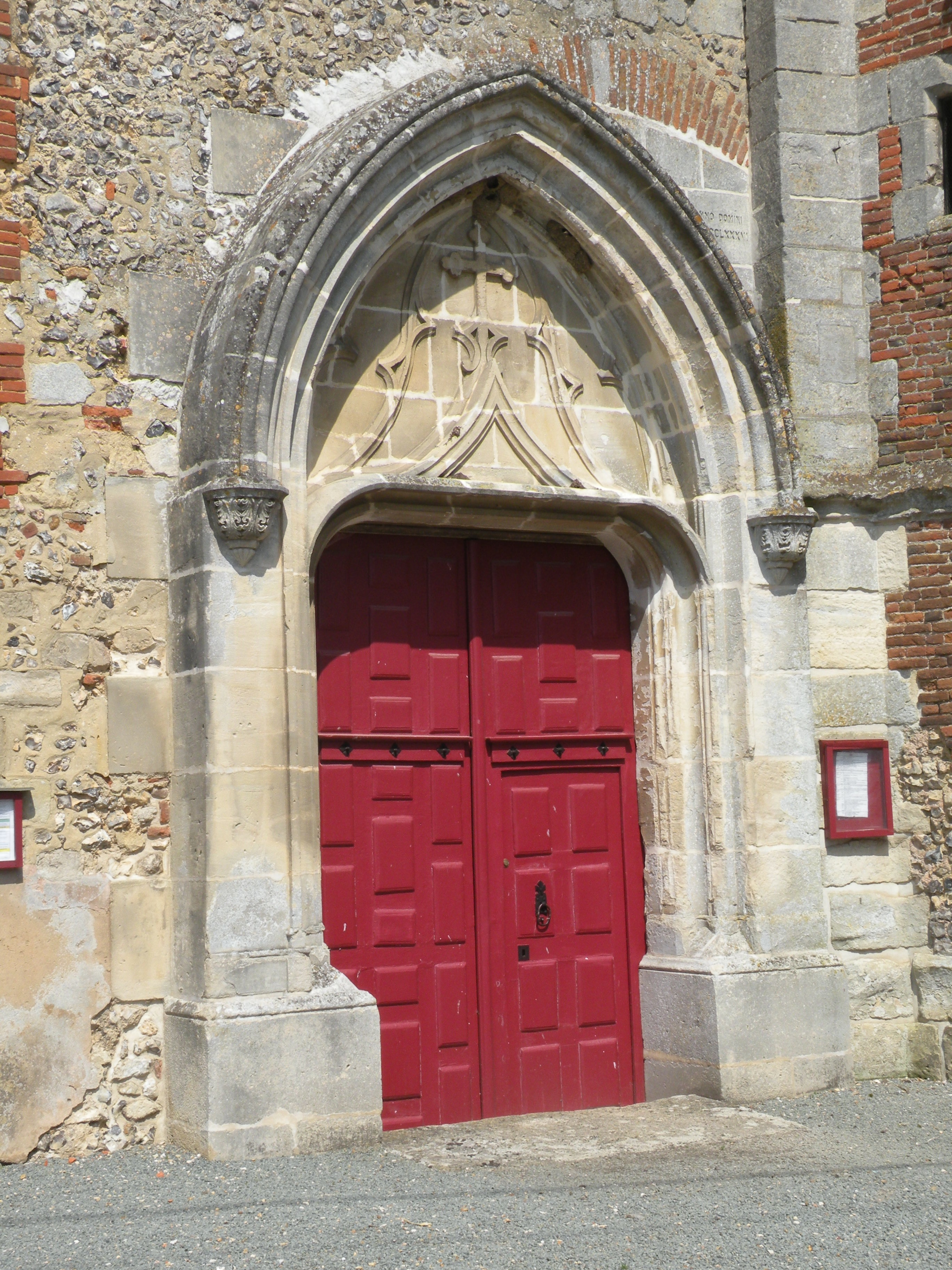
Portail latéral
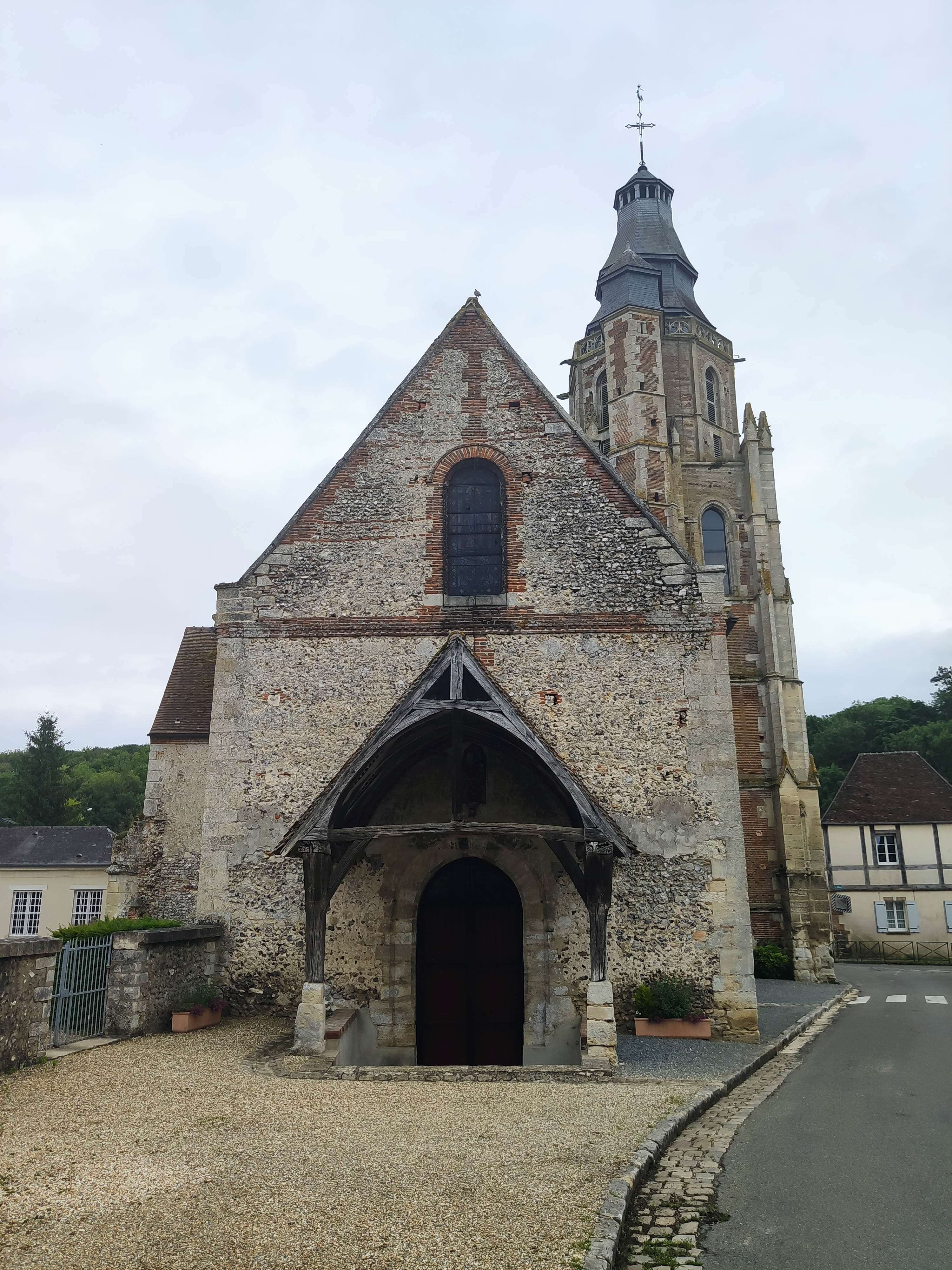
Portail principal et son porche.
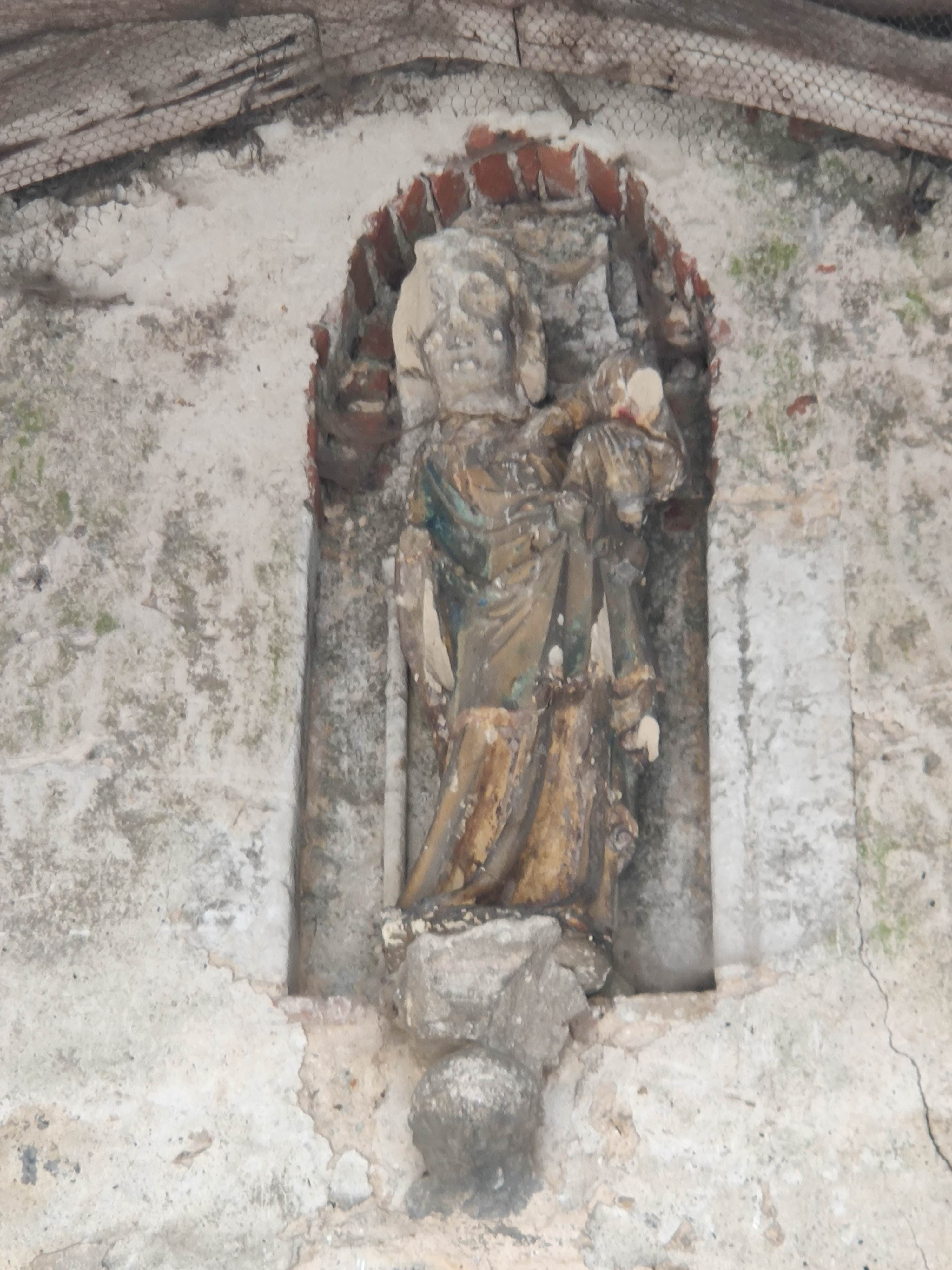
Vierge à l'Enfant, au-dessus du porche[31].

Intérieur de l'église
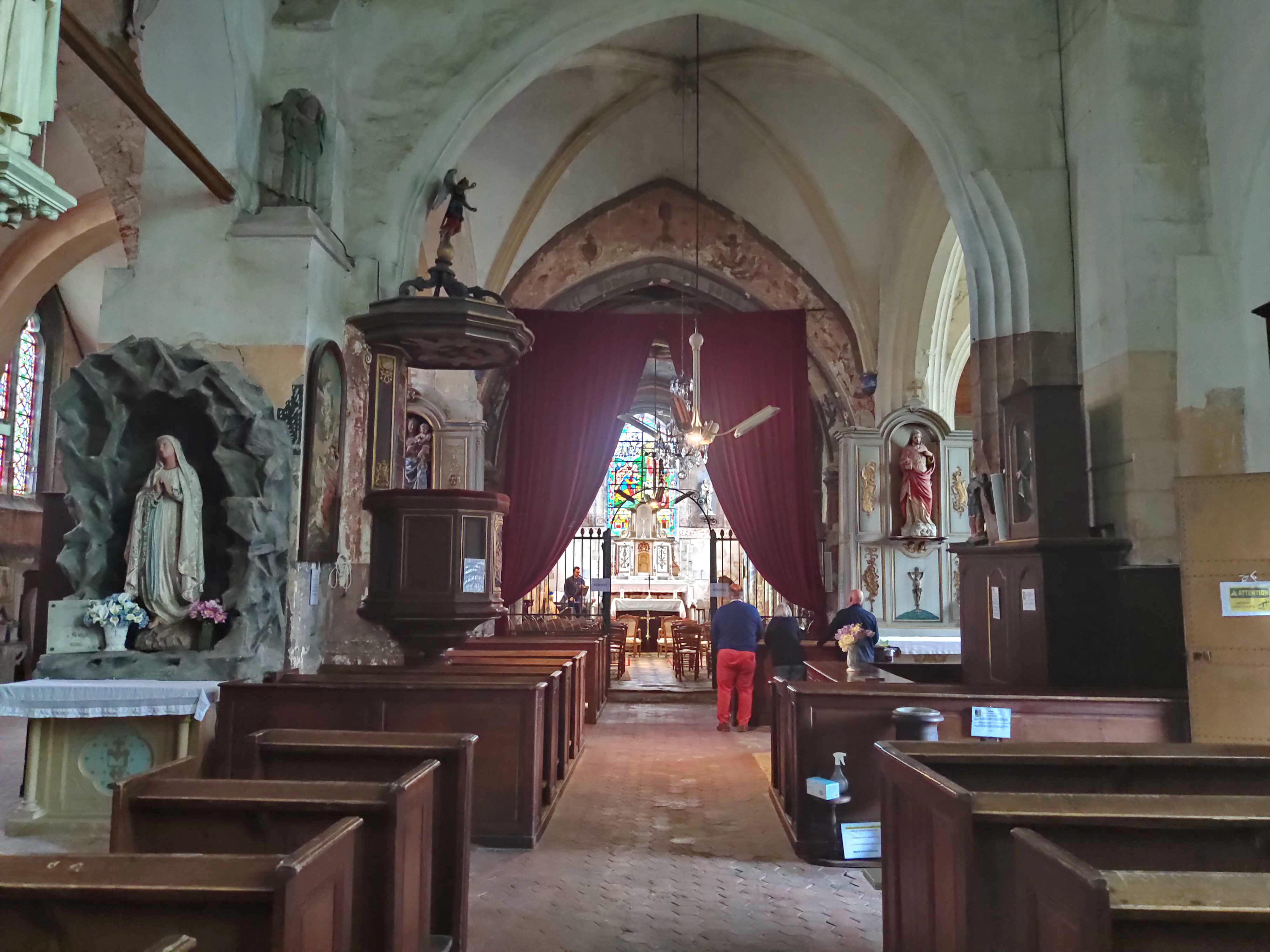
La nef, richement ornée.
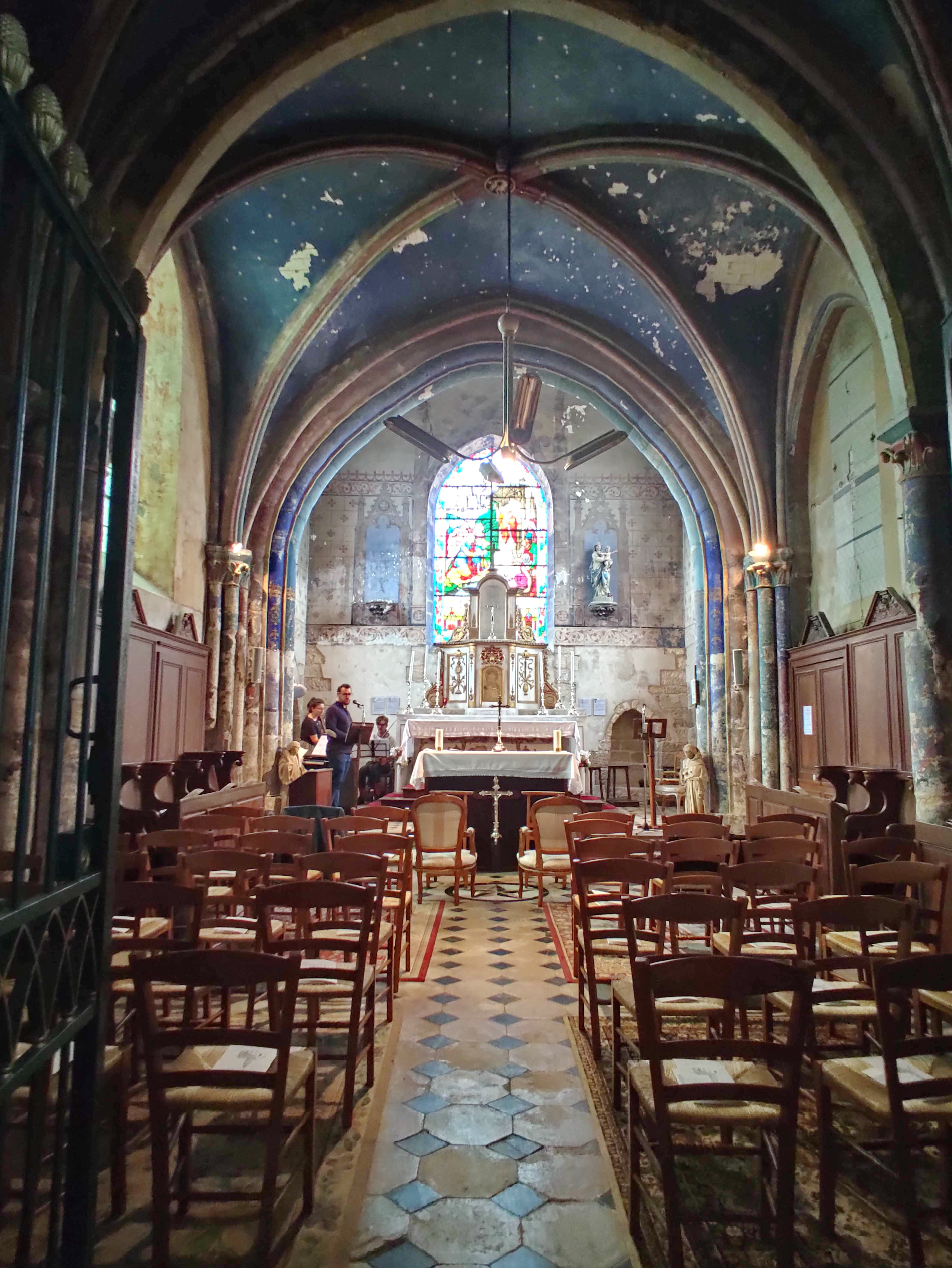
Le chœur et le maître-autel.
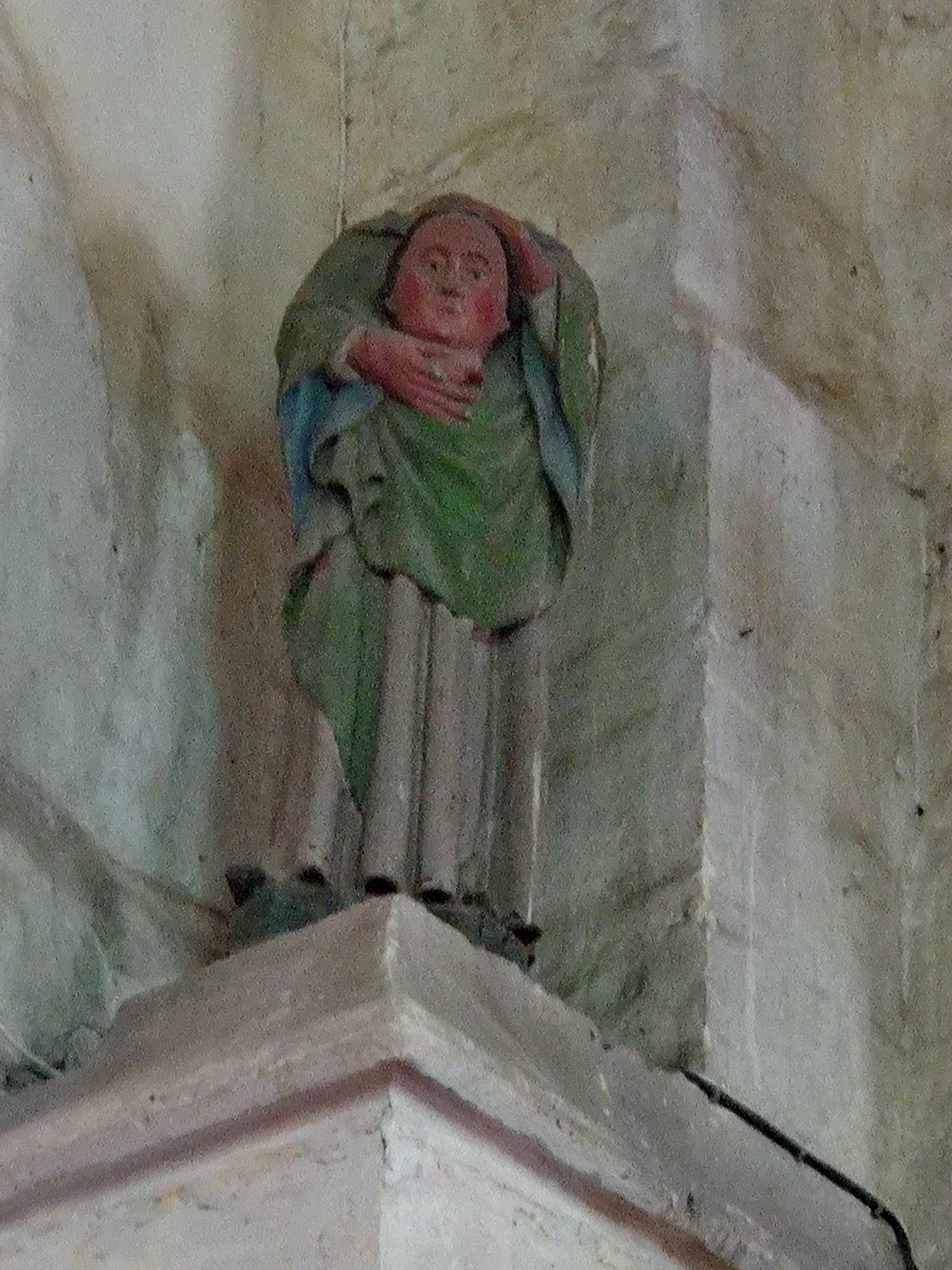
Saint Clair, statue polychrome du XIVe siècle (?)
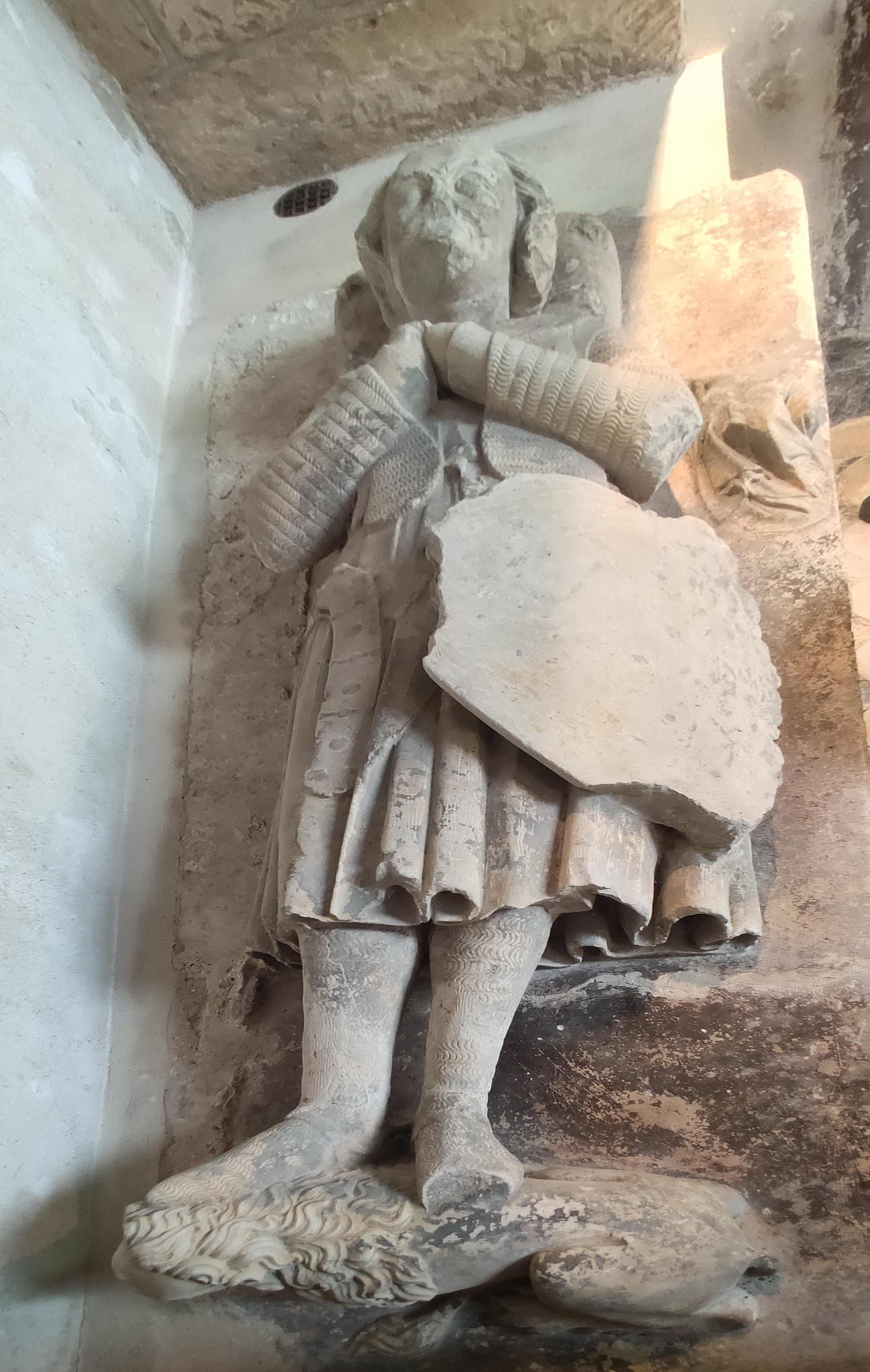
Gisant de seigneur, du début du XIXe siècle
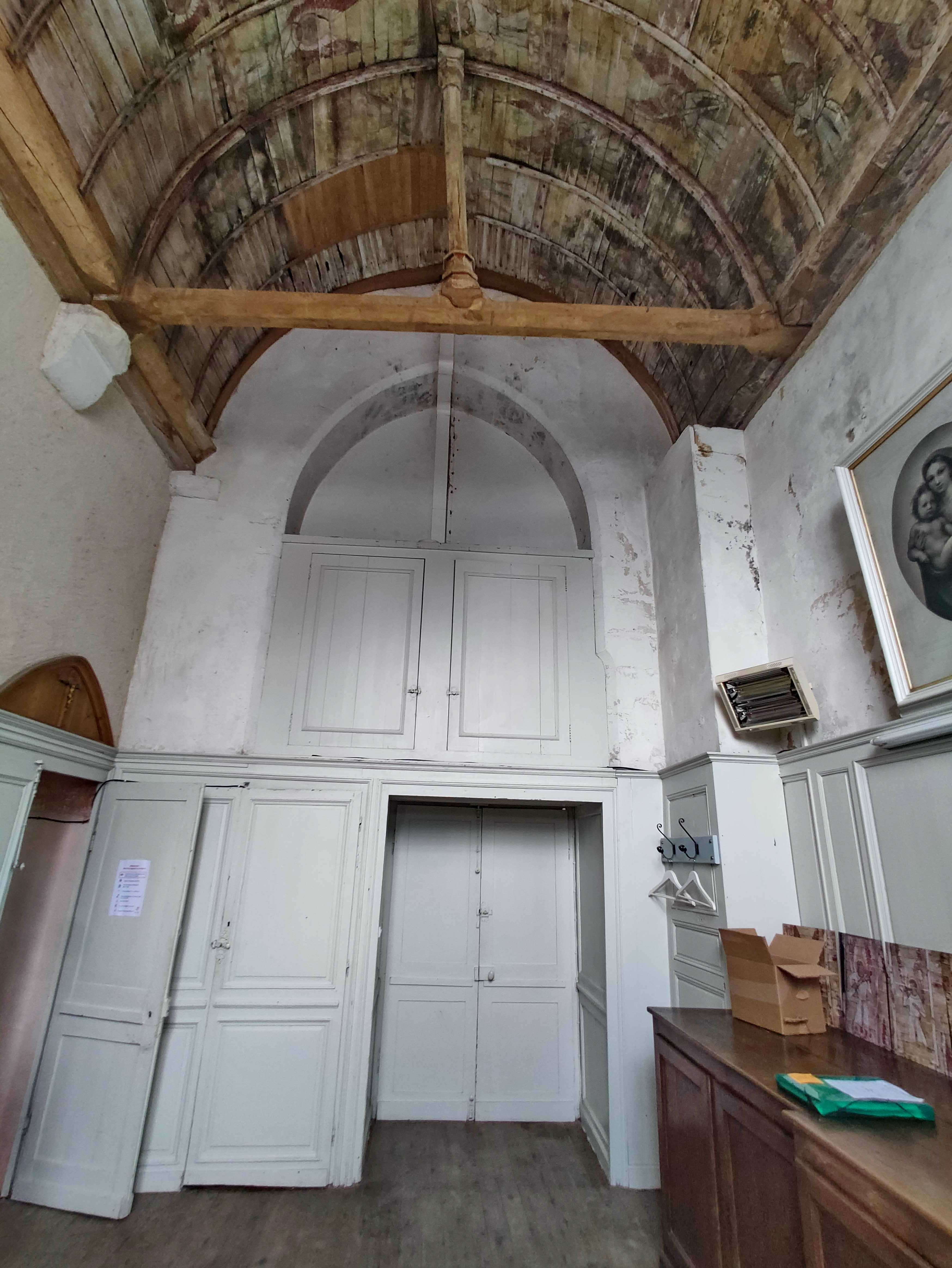
La sacristie et son plafond orné d'une fresque médiévale d'anges musiciens.
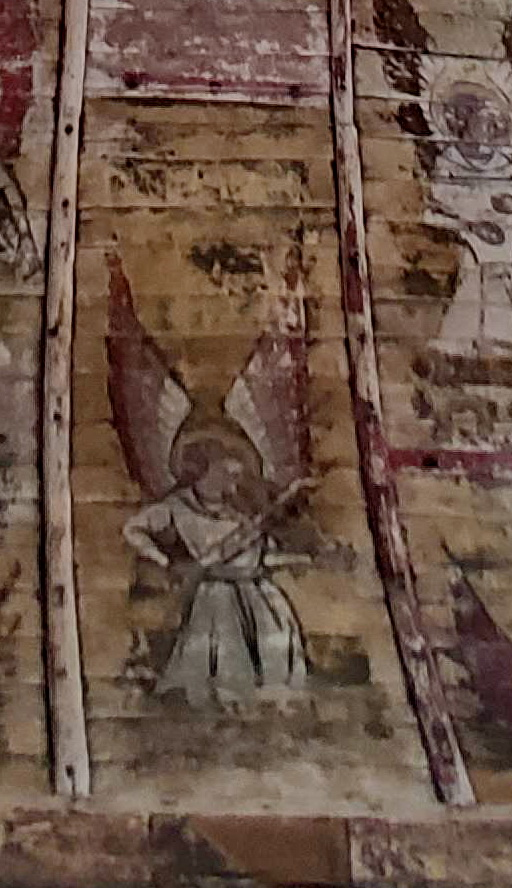
L'un des anges musiciens
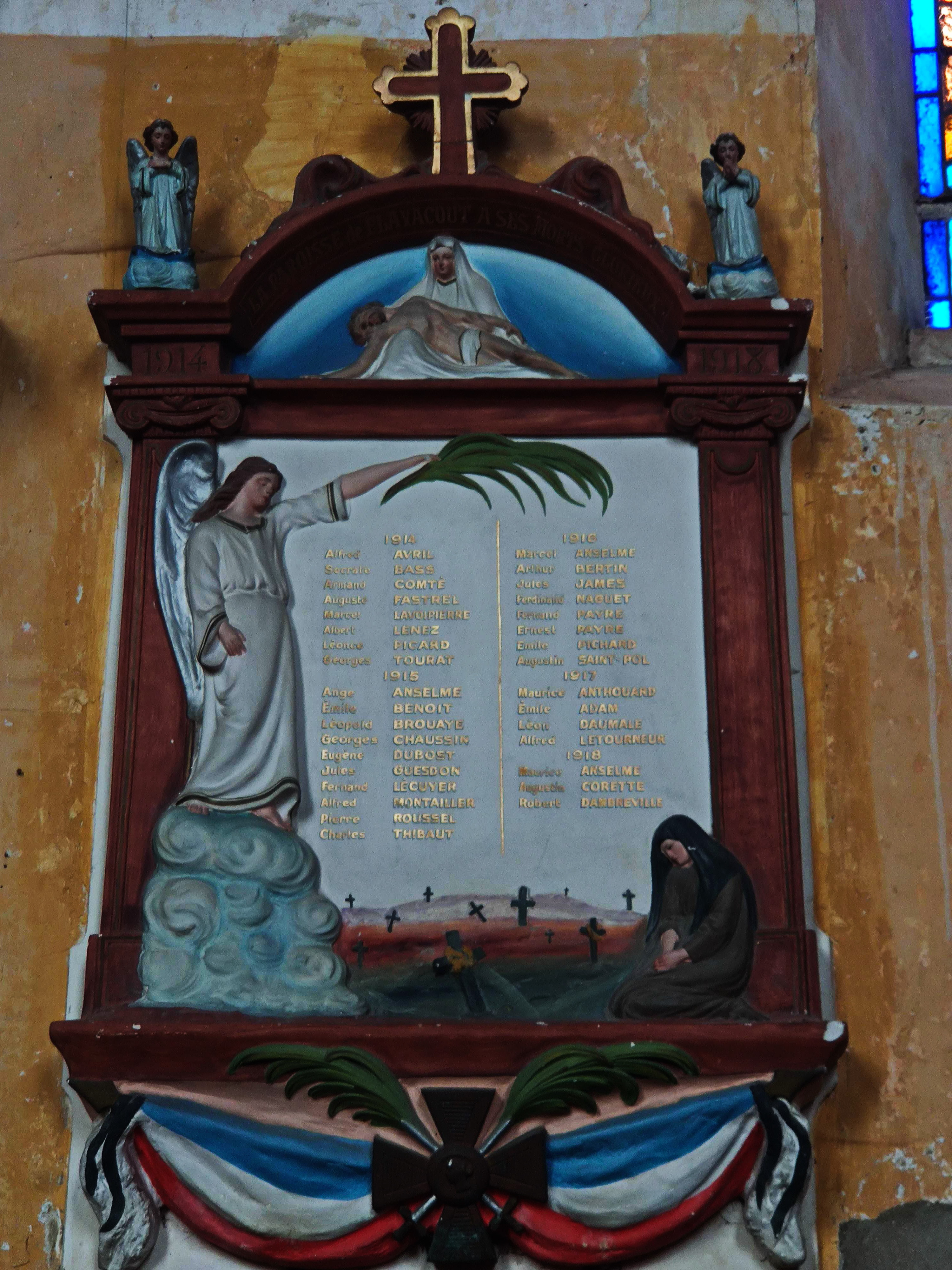
Monument aux morts de la paroisse.
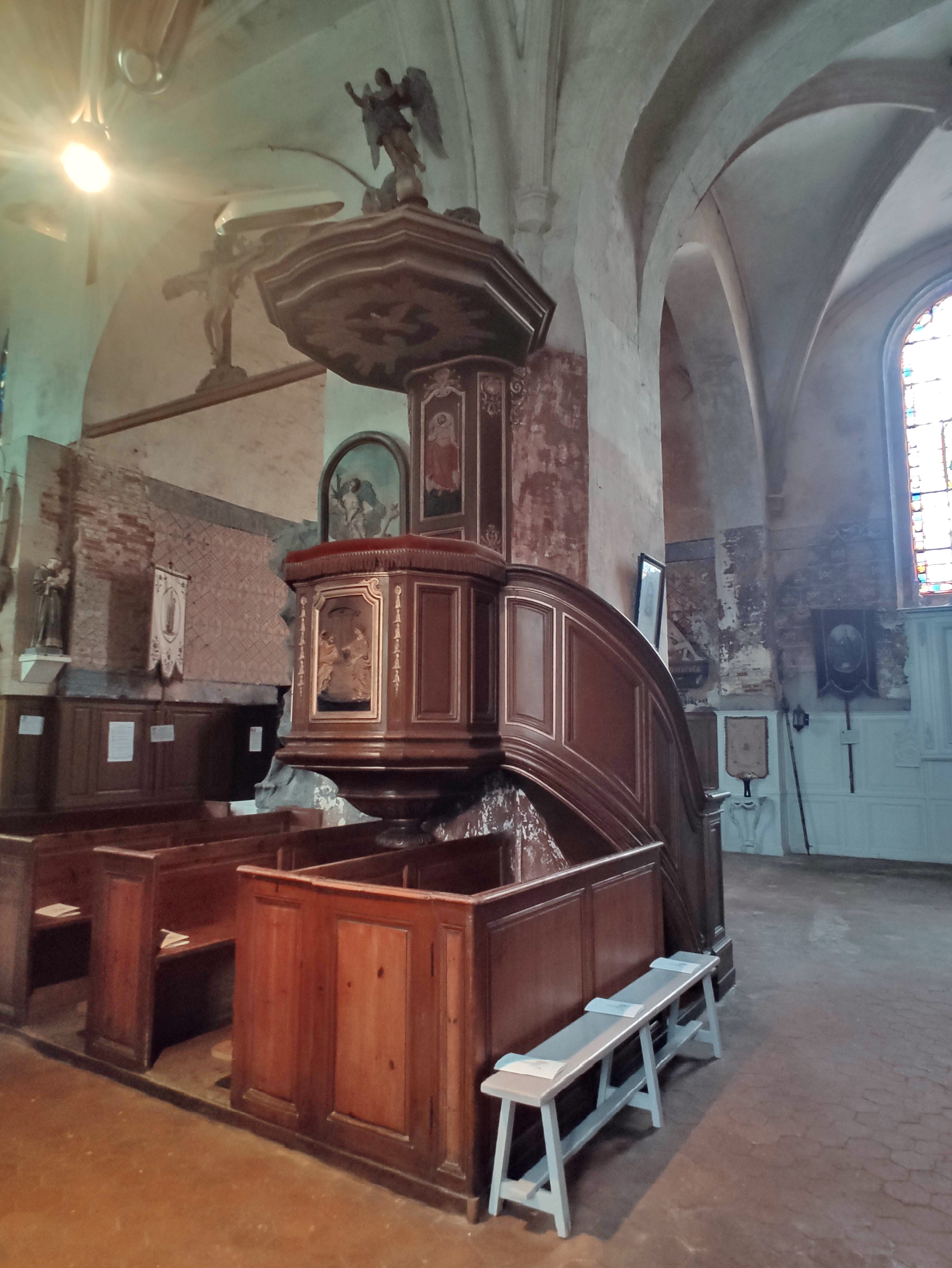
La chaire.

- La chapelle Sainte-Anne, construite en silex, édifiée au XIIIe siècle et remaniée au XVIe siècle, puis désaffectée en 1979. Elle dépendait du manoir de Flavacourt, détruit au XVIIe siècle, et dont il ne reste que quelques bâtiments de ferme. 
Elle était le but d'un pèlerinage à Saint-Sulpice pour 1a guérison des enfants contrefaits. Les gisants de ses fondateurs ont été réimplantés dans l'église paroissiale[34].
- Forêt de Thelle, constituée d'un mélange riche de futaies de chênes et de taillis
- Allée couverte découverte en 1902-1093[34] et chêne tri-centenaire du bois de Champignolle ;
- Menhir dit « Borne du Bois-Madame, à la limite des communes de Sérifontaine et Flavacourt[34].
- La Croix des Quatre Seigneurs, à la limite des  terroirs de La Landelle, Flavacourt, La Bosse et Le Vaumain. C'était le lieu où leurs seigneuries respectives se rejoignaient. Lors d'une épidémie de peste en 1734, une procession au sanctuaire de Notre-Dame de Villembray est organisée par le curé d'Amoinville. Une procession a été depuis lors organisée les lundis de Pentecôte et le parcours est maintenant jalonné de plusieurs calvaires dont la croix des quatre Seigneurs[35],[36] ;
- Les sapins Douglas centenaires du Carrefour des Sapins ;
- Le Hameau des Routis, dont les maisons à colombages sont typiques de la région[12].

### Personnalités liées à la commune
Le village a donné son nom à une famille noble du vexin français alliée au XIIIe siècle notamment avec les maisons de Crèvecœur et de Mailly.
- Guillaume de Flavacourt, archevêque de Rouen (1278-1306).
- Guillaume IV de Flavacourt, évêque de Carcassonne  en 1322 puis archevêque  d'Auch et enfin de Rouen (1357-1369)[1].
- Marie de Boves apporte en 1420 la seigneurie en dot à Guillaume, seigneur de Fouilleuse[1].
- Philippe de Fouilleuse et son fils Antoine, seigneurs de Flavacourt, sont chambellans et conseillers d'État de Louis XI[1].
- La terre est érigée en marquisat en faveur de Philippe de Fouilleuse, leur descendant, par lettres patentes de janvier 1657[1].
- François-Marie de Fouilleuse, marquis de Flavacourt, maréchal-de-camp, est propriétaire de la seigneurie en 1744.
- Hortense Félicité de Mailly, qui refusa d'être la maîtresse de Louis XV comme ses sœurs était mariée à François-Marie de Fouilleuse, marquis de Flavacourt[37].
- Jacques de Trie était seigneur[Quand ?] de La Trouée, seigneurie située sur la paroisse de Flavacourt[réf. nécessaire].
- Pere Tornè Esquius (1879-1936), dessinateur catalan, mort à Flavacourt.

### Héraldique
| Blason de Flavacourt | Blason  | D'argent papelonnée de gueules entre semé de trèfles renversés de sinople au chef d'argent chargé de deux quintefeuilles aussi de gueules. |
| Blason de Flavacourt | Détails | Le statut officiel du blason reste à déterminer.                                                                                           |